# Австралийски торбести
Австралийските торбести (Australidelphia) са надразред австралийски торбести бозайници.

## Географско разпространение
Видовете са разпространени основно в Австралия, Тасмания и Нова Гвинея. Единични видове се срещат на съседните острови включително Сулавеси и Молукските острови. Единствено чилийският посум е вид, който е разпространен в Южна Америка. На различни острови в Океания са интродуцирани също различни видове, които в Нова Зеландия са се превърнали в инвазивни видове и са обект на лов.

## Характеристики
Австралийските торбести, за разлика от американските, които са основно насекомоядни, са се специализирали към приемането на различна храна. Различават се растителноядни, всеядни, насекомоядни и хищни. Видовете представляват около 75% от всички торбести и притежават значително по-голямо разнообразие и приспособителни особености от американските си роднини. В зависимост от начина на придвижване и местообитанията, в които се срещат, са развили и различни умения, като скачане, ровене, катерене, планиране. Видовете водят дневен и нощен начин на живот.
Изследване на митохондриалната ДНК показва, че цялото това разнообразие на надразреда е възникнало от базисен вид родствен на съвременния чилийски посум. Проучване на американските торбести сочи, че те също много се доближават до базисния вид. Това говори, че вероятно предците на днешния надразред са възникнали на територията на съвременна Южна Америка, мигрирали са на територията на днешните си местообитания и в резултат на дрейфа на континенталните плочи са се оказали в изолация.

## Класификация
Днес надразреда включва пет съвременни разреда като най-многочислен е този на звурезцовите торбести:
надразред Australidelphia – Австралийски торбести
- разред Microbiotheria (Ameghino, 1889)
  - семейство Microbiotheriidae – с единствен съвременен представител чилийският посум
- разред Dasyuromorphia (Gill, 1872) – Хищни торбести
  - семейство Dasyuridae – мишевидни и пороподобни хищни торбести (61 вида)
  - семейство † Thylacinidae – Тилацинови с единствен изчезнал представител тасманийският вълк
  - семейство Myrmecobiidae – Нумбати или торбести мравояди (1 вид)
- разред Peramelemorphia (Ameghino, 1889) – Бандикутоподобни
  - семейство Peramelidae – Бандикути или торбести язовци (20 вида)
  - семейство † Chaeropodidae (Gill, 1872) – с единствен представител вероятно изчезналия Свинекрак бандикут *
  - семейство Thylacomyidae (Bensley, 1903) – Билбита или зайцеухи бандикути (2 вида) *
- разред Notoryctemorphia (Kirsch, in Hunsaker, 1977) – Торбести къртици
  - семейство Notoryctidae – Торбести къртици (2 вида)
- разред Diprotodontia (Owen, 1866) – Двурезцови торбести
  - семейство Phascolarctidae – с единствен съвременен представител Коалата
  - семейство Vombatidae – Вомбати (3 вида)
  - семейство Phalangeridae – Кускусови (28 вида)
  - семейство Burramyidae – Посуми джуджета (5 вида)
  - семейство Tarsipedidae – с единствен съвременен представител Посумът медоед
  - семейство Petauridae – Торбести летящи катерици, посуми планьори (11 вида)
  - семейство Acrobatidae – Пероопашати посуми планьори (2 вида)
  - семейство Pseudocheiridae – Пръстеноопашати посуми (17 вида)
  - семейство Potoroidae – Плъховидни кенгурута потору (8 вида)
  - семейство Hypsiprymnodontidae (Collett, 1877) – с единствен съвременен представител мускусното плъхово кенгуру **
  - семейство Macropodidae – Кенгурови (53 вида)